# Kemotaktikus range fitting

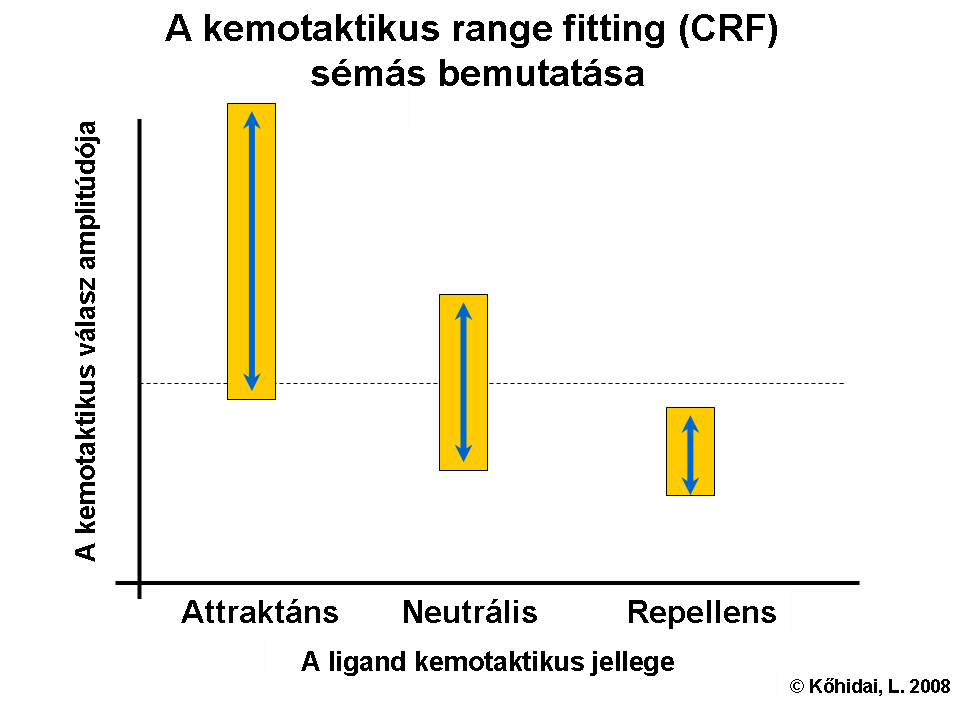
Kemotaktikus range fitting

A ligand–receptor kölcsönhatásokon alapuló kemotaktikus válaszok között általában az optimálisan ható ligandkoncentráció(k) alapján teszünk különbséget. Mindazonáltal a kiváltott válaszok amplitúdója és a válaszadó sejtek összes vizsgált sejtre vonatkoztatott aránya közötti összefüggés jellemző lehet a vizsgált kemotaktikus szignalizációra. Egyes ligand-csoportok vizsgálata (például aminosavak, oligopeptidek) azt bizonyította, hogy a fentiekben leírt tulajdonságok (válaszok amplitúdója, válaszképes sejtek száma) és a kemotaktikus aktivitás általánosan vett jellemzői (kemoattraktáns, kemorepellens) között egyezés található: a kemoattraktáns anyagokra a sejtek válaszadása széles, míg a kemorepellens anyagokra a reagáló sejtek válaszai keskeny amplitúdóval írhatók le. Ezt a jelenséget nevezik kemotaktikus range fittingnek („kemotaktikus hatósáv-illeszkedésnek”).

## Külső hivatkozás
- Chemotaxis Archiválva 2014. július 30-i dátummal a Wayback Machine-ben